# Stazione di Palermo Marittima
La stazione di Palermo Marittima era una stazione di interscambio tra treno e traghetto e di imbarco dei viaggiatori a servizio del Porto di Palermo.

## Storia
La stazione venne costruita nel 1950, su progetto dell'architetto e ingegnere Salvatore Caronia Roberti e venne inaugurata nel 1974. Nel 2017 è stata chiusa al traffico merci e passeggeri per consentire il completamento dei lavori di chiusura dell'anello ferroviario fino a Politeama che permetteranno ai viaggiatori croceristi di raggiungere più agevolmente il porto. È inoltre previsto un collegamento tramviario tra la stazione marittima e quella centrale.

## Caratteristiche
La stazione disponeva di un edificio con un grande salone climatizzato. Il fabbricato era collegato direttamente alle navi tramite passerelle.

## Servizi
La stazione disponeva di:
- Bar (nei dintorni)
- Edicola (nei dintorni)
- Servizi igienici
- Sala d'attesa
- Deposito bagagli
- Ufficio informazioni turistiche
- Accessibilità per portatori di handicap

## Interscambi
- Fermata autobus
- Stazione taxi
- Parcheggio auto
- Tramvia (in futuro)
- Navi traghetto e crociere